# Anna Elise (skib fra 1932)
Ex. Niels Rud (E454), ex. Anna-Ester.
Betegnet nordsøkutter, hajkutter, snurrevodskutter.
'Anna Elise' er en bevaringsværdig snurrevodskutter, som blev bygget af bådebygger J. Christoffersen, Nordby, på Fanø, i 1932 til fisker Ole Jensen Rud under navnet ”Niels Rud”, fiskerinummer E 454. Skibet var på grund af det sene byggetidspunkt ikke rigget som sejlførende snurrevodskutter, men havde en mindre støtterig og et lille styrehus. Skibet er i dag rigget op som sejlførende snurrevodskutter fra perioden omkring 1900-1920.
Skibsbevaringsfonden finder, at skibet, på trods af den romantiserede oprigning, fortæller en væsentlig historie om snurrevodsfiskeriet, men fonden vil dog anbefale, at ejerne på længere sigt bringer skibet i overensstemmelse med dets oprindelige udseende med mindre rig og lille styrehus.

## Tekniske data
Navn: Anna Elise

Ejer: Bådforeningen af 12. april 1978

Kendingsbogstaver: OWUM

Anvendelse: Fritidsfartøj

Byggeår/-nr.: 1932/UN 1

Værft: J. Christoffersen, Fanø

Længde (pp): 16,29 meter (53 fod)

Længde (Loa) skrog: 18,59 meter (61 fod)

Længde (Loa) inkl. bovspryd: 25,00 meter (82 fod)

Bredde:	5,02  meter

Dybdgang: 2,35 meter

Sejlareal: 240 m2

Tonnage: 37,95 BRT / 19,61 NRT

Hjemsted: København, Danmark

Skrogmaterialer: Eg på eg

Dagture: Redningsmidler til 25 personer.

Togter med overnatning: 18 personer i tre kahytter (8 enkeltkøjer og 5 dobbeltkøjer).

Skibet blev erklæret bevaringsværdigt af Skibsbevaringsfonden i 2001.

## Indretning, installationer og udstyr
Indretning om læ:
- Forpeak med storesrum og kædekasse.
- Mellemgang med adgang til dæk og toilet.
- Forkahyt (2 køjer).
- Kombineret salon, kabys og køjerum (8 køjer) og med opgang til dæk.
- Maskinrum med adgang fra dækket.
- Agter i skibet: Bestiklukaf/kahyt (3 køjer).

Maskineri m.v.
- Bevaringsværdig 2 cyl., 2-takt, 110 HK (82 kW), mellemtryk dieselmotor fra A/S Hundested Motorfabrik (den med den "rigtige" lyd og en af kun tre tilbageværende). Hundestedmotoren blev gennemgribende renoveret af Dansk Motorsamling ved Grenå i foråret 2008.
- Vendbar/justerbar propel.
- Manuel styring med kæde.
- Hjælpemaskine (leverer trykluft, el-strøm. spulevand og lænser).
- Vandbåret centralvarme i hele skibet.

Navigationsudstyr m.v.
- Magnetkompas
- GPS navigationssystem.
- Radar 24 sm (i bestiklukaf, synlig fra styreplads).
- Ekkolod med fiskerifunktion, temp. m.v.
- VHF og radiomodtager.

Sikkerhed:
- Opfylder Søfartsstyrelsens krav til fritidsfartøjer.
- Udrustet med redningsflåde og redningsudstyr til 25 personer.

## Lidt om skibets historie
Anna Elise er et kraftigt bygget skib med elegante linjer. Et smukt, velsejlende fartøj, der har vundet prisen ”kølhalingsblokken” for bedst bevarede skib. Skibet er erklæret bevaringsværdigt af Skibsbevaringsfonden.
Skibets karriere til dato:
- Bygget i Nordby på Fanø i 1932
- Snurrevodskutter fra Esbjerg indtil 1978
- Fiskede syd for Fyn 1978 –1980
- Fritidsfartøj fra 31. januar 1980
- Erklæret bevaringsværdig  2001